# 조지 5세
조지 5세(영어: George V, 1865년 6월 3일 ~ 1936년 1월 20일)는 그레이트브리튼 아일랜드 연합 왕국의 왕족으로, 왕이자 그레이트브리튼 및 북아일랜드 연합 왕국 및 인도 제국의 황제이다. (재위 : 1910년 5월 6일 - 1936년 1월 20일) 빅토리아 여왕의 차손이자 영국의 전 국왕 엘리자베스 2세의 할아버지이다. 또한 러시아 제국의 차르 니콜라이 2세의 이종사촌 형이다. 보두앵, 알베르 2세의 8촌 형이기도 하다.

## 개요
본명은 조지 프레더릭 어니스트 앨버트 윈저(영어: George Frederick Ernest Albert Windsor)이다.
윈저 왕가의 창시자로, 에드워드 7세의 차남이다. 제1차 세계 대전의 전시 군주로 빅토리아 여왕과 작센코부르크고타의 앨버트의 손자이며, 러시아의 차르 니콜라이 2세와 독일 제국의 황제이자 프로이센의 왕 빌헬름 2세의 사촌이다. 1892년 1월 14일, 형인 왕세손 클래런스와 에이번데일의 공작 앨버트 빅터가 죽으면서 그를 이어 왕세손으로 책봉되었다.
제1차 세계 대전의 결과로 군주제의 몰락과 함께 많은 해외 영토를 잃은 러시아 제국, 독일 제국, 오스트리아 제국 등과 달리 조지 5세의 대영제국은 역사 상 최대의 영토를 얻게 되었다. 조지 5세의 재임 기간 동안 정치적 지형을 바꾼 공산주의, 파시즘, 아일랜드의 공화국화 운동, 그리고 인도의 독립운동 등이 등장하였다. 또한, 1911년 의회법(Parliament Act)의 통과로 직접 선출된 하원을 선출되지 않은 상원에 대하여 우위를 점하게 되었다. 1924년 최초로 노동당 (영국) 내각을 맞이하였다.
제1차 세계 대전 도중 국민들의 반독(反獨) 정서를 고려하여 할아버지 앨버트 공(작센코부르크고타의 앨버트)의 독일식 성(姓)인 작센코부르크고타 왕가를 윈저(Windsor)로 바꾸어 윈저 왕가의 초대 군주가 되었다. 그는 "국민이란 곧 나를 일컬음이다."라는 명언을 남기기도 하였다.

## 유년기

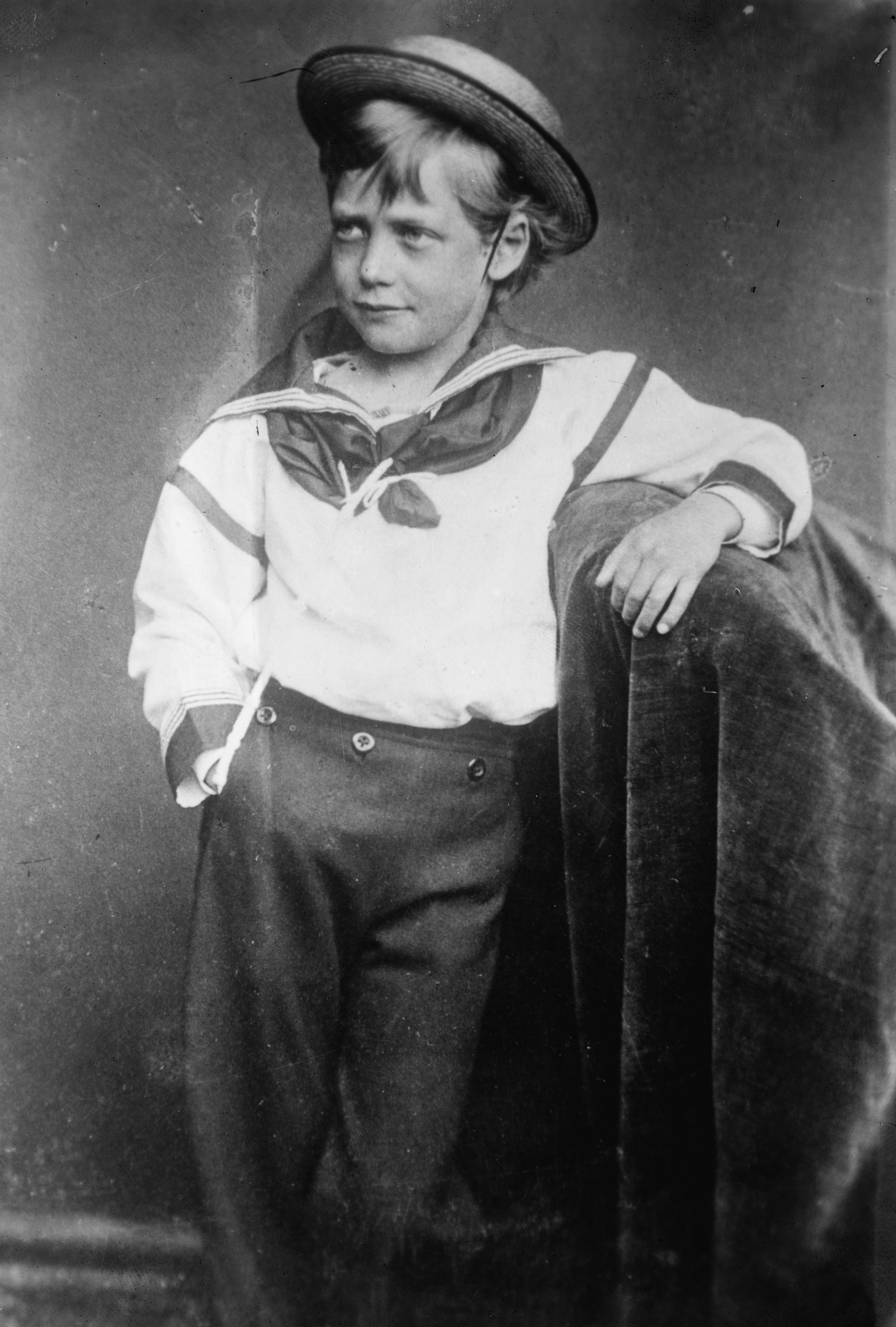
선원복을 입은 5살의 조지 5세, 1870년

조지 5세는 1865년 6월 3일 빅토리아 여왕의 재임 기간 중 런던의 말보로하우스에서 웨일스 공 앨버트 에드워드(에드워드 7세)와 덴마크의 알렉산드라의 3남 3녀 중 둘째이자 차남으로 태어났다. 그의 어머니는 덴마크의 크리스티안 9세의 장녀이다. 1865년 7월 7일 윈저궁의 성조지 성당에서 당시 캔터베리 대주교, 찰스 롱리에게 세례 받았다.
형 앨버트 빅터와 17개월의 근소한 나이 차이로, 두 왕자는 함께 교육 받았다. 1871년 존 닐 달튼이 두 왕자의 가정 교사로 발탁되었다. 웨일스 공의 차남으로 웨일스 공과 형 앨버트 빅터에 이어 왕위 계승 서열 3위에 불과했던 그는 왕이 되리라고 예상되는 인물이 아니었다. 따라서, 유년기에 그는 왕위 계승에 대비한 교육을 받지 못하였으며, 훗날 그는 단어 '지식인(highbrow)"과 "눈썹(eyebrow)"를 혼동하고, 철도 짐꾼의 지적 수준에 머물러있다는 평을 듣는 등 그의 형 앨버트 빅터 왕자와 더불어서 지적으로 우수하지 못하다는 의견이 팽배했다.
아버지 에드워드 7세는 "해군 생활은 사내아이가 받을 수 있는 최상의 교육"이라고 생각했던 인물이었다. 따라서, 1877년, 12세의 나이로 조지 5세는 그의 형과 함께 HMS(His Majesty's Ship)브리타니아의 생도로 훈련을 시작하였다. 그의 형 앨버트 빅터 왕자와는 달리, 조지 5세는 해군 생활을 즐겼다. 해군 복무 경험은 훗날 그의 양육 방식에도 영향을 미쳤다.

## 결혼

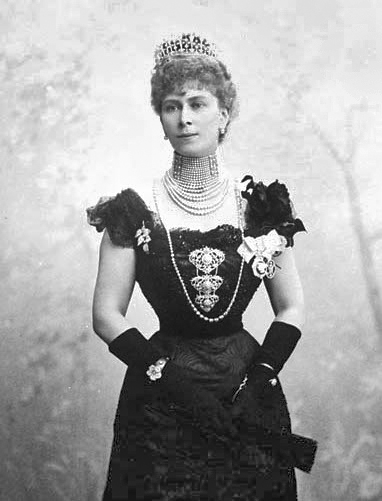
1901년의 테크의 메리

조지는 해군 복무 시절, 몰타에서 복무하던 작은 아버지인 에든버러의 알프레드 공 아래에서 생활하였다. 그 곳에서 조지는 에든버러 공의 딸이자 자신의 친사촌 에든버러의 마리아와 사랑에 빠졌다. 빅토리아 여왕, 웨일스 공 앨버트 에드워드(에드워드 7세), 그리고 알프레드 공 모두 결혼을 허락하였으나, 조지의 어머니 웨일스 공작부인 덴마크의 알렉산드라와 에든버러의 마리아의 어머니 러시아의 마리야 알렉산드로브나 여대공은 반대하였다. 웨일스 공작부인은 에든버러 공의 가족의 친독(親獨) 성향이 지나치게 강하다고 판단하였고, 에든버러 공작부인은 영국을 좋아하지 않았다. 에든버러 공작부인은 러시아 알렉산드르 2세의 차녀였다. 그녀는 영국 여왕의 작은 며느리로서 갑작스레 덴마크의 왕위에 오르게 된 독일의 약소주의 왕자를 아버지로 둔 웨일스 공작부인에게 우위를 양보해야 한다는 사실을 대단히 꺼려했다. 어머니의 등쌀에 밀려 에든버러의 마리아는 조지의 청혼을 거절하였다. 1893년에 그녀는 루마니아의 왕 페르디난드 1세와 결혼하였다.
1891년 11월, 조지의 형 앨버트 빅터는 테크의 메리와 약혼하였다. 테크의 메리는 그녀가 5월에 태어난 사실에 빗대어 메이(May, 5월)라 불렸다. 메리의 아버지 테크 공은 뷔르템베르크 가에 속해 있었고, 어머니는 케임브리지 공녀 메리 아델라이드로 아버지 쪽이 조지 2세의 직계 후손으로 빅토리아 여왕의 사촌이었다. 독일의 왕족 공작이었던 메리의 할아버지가 백작 부인과 귀천상혼을 맺어 사실 메리는 왕가의 일원이 아니었다. 메리의 양친 모두 사치스러운 생활로 켄싱턴 궁에서 이탈리아의 플로렌스로 망명해야 할 정도로 방탕한 생활을 즐겼다. 이러한 자랑스럽지 못한 부모의 영향으로 메리는 더 검소하고, 의무를 중시하는 책임감 강한 성격으로 굳어졌고, 메리의 이러한 성향은 빅토리아 여왕에게 메리에 대한 확신을 심어 주었다.
약혼 후 6주 뒤, 앨버트 빅터는 폐렴으로 사망하였다. 이로 조지는 왕위 계승 서열 2순위로 올라서며 아버지 웨일스 공을 이을 미래의 왕으로 추대되었다. 조지 또한 6주 간 장티푸스로 침대에 누워있다 겨우 회복된 상태였다. 빅토리아 여왕은 여전히 테크의 메리를 자신의 손자에게 걸맞은 아내감으로 생각하고 있었고, 조지와 메리는 앨버트 빅터의 애도 기간 동안 가까워졌다. 앨버트 빅터의 죽음 후 1년 뒤, 조지는 메리에게 청혼하여 약혼하였다.
1893년 7월 6일, 조지와 메리는 런던의 세인트 제임스 궁전에서 결혼하였다. 결혼 후 생애 전반에 걸쳐 조지와 메리는 서로에 대한 의무를 다했다. 조지는 말로써 감정 표현을 하는데에 서투른 대신 친애의 편지를 자주 주고 받았다.

## 요크 공작

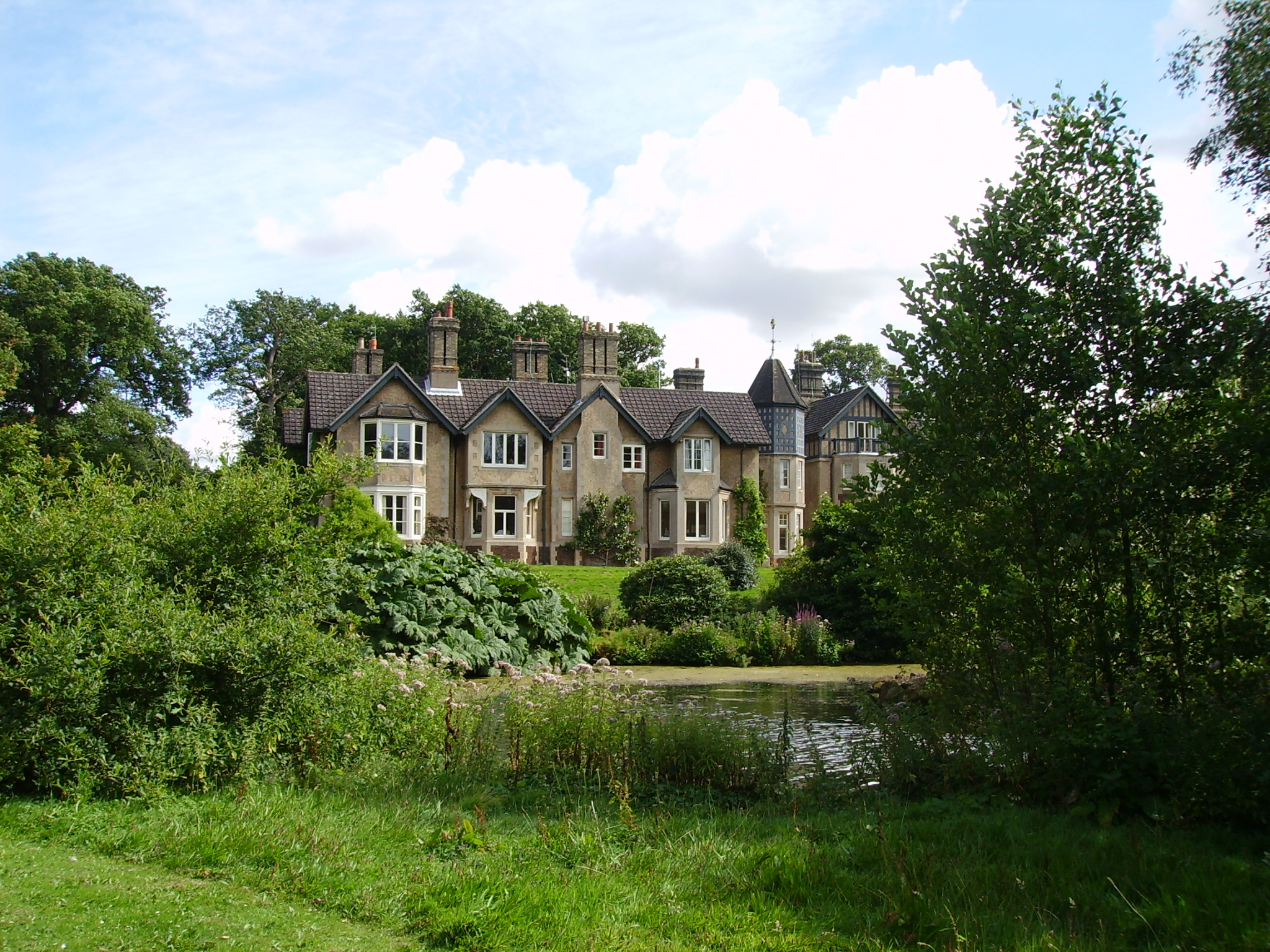
샌드링햄 하우스의 요크 별장

형 앨버트 빅터의 죽음은 조지를 왕위 계승 서열 2순위로 승격시키며 해군으로서의 조지의 삶을 끝냈다. 조지는 1892년 5월 24일 빅토리아 여왕으로부터 요크 공작(Duke of York), 인버네스 백작(Earl of Iverness), 킬라니 남작(Baron of Killarney)의 칭호를 부여 받고, J.R.태너로부터 헌법사 수업을 받았다. 테크의 메리는 요크 공작부인 전하(Her Royal Highness The Duchess of York)의 호칭을 얻었다.
조지와 메리는 주로 노퍽의 샌드링햄 하우스의 작은 요크 별장에 거주하였다. 이는 사교계와 문화 생활 대신 사냥, 낚시, 우표 수집 등을 즐겼던 조지의 성격 때문이기도 하다. 그러나 이는 피렌체에서 미술과 문학 등에 대한 방대한 교양을 쌓은 메리에게는 매우 지루한 삶이었다. 실제로 그들의 삶은 왕족보다는 평범한 중산층 가족의 생활에 더 가까웠고, 요크 공작 내외를 방문한 사람들은 요크 별장을 "작고 침울한 별장(glum little villa)"라 묘사했다. 조지는 활달한 사교 인사이자 호색가이던 아버지 에드워드 7세와 대비되는 단순하고 편안한 생활을 선호했다. 조지 5세의 공식 전기 작가 해롤드 니콜슨은 훗날 요크 공작으로서의 조지의 삶을 "그는 젊은 해군 사관 생도와 현명한 왕에 적합할지 모르지만, 요크 공작 시절의 그는...동물들을 죽이거나 우표를 모으는 일 외에는 아무것도 하지 않았다."라고 묘사했다. 조지는 훌륭한 우표 수집가였다. 조지가 우표를 모은 각각 50쪽짜리 328개의 붉은 앨범에는 당시 대영제국에서 발행한 모든 우표가 정리되어 있었다. 조지의 우표 수집은 왕실 우표 컬렉션에 기여하기도 했다.
조지와 메리는 슬하 5남 1녀를 두었다. 윈스턴 처칠의 아버지 랜돌프 처칠 경은 조지가 매우 엄격한 아버지였다고 회고했다. 일례로, 헨리 왕자(글로스터 공작)는 조지가 그를 쳐다보기만 해도 기절할 지경이었다. 조지는 더비의 17대 백작 에드워드 스탠리에게 "나의 아버지(에드워드 7세)는 그의 어머니(영국의 빅토리아)를 두려워했고, 나(조지 5세)는 나의 아버지(에드워드 7세)를 두려워했으므로 나는 나의 아이들이 나를 두려워하는 모습을 보고야 말것이다."라고 말했다는 일화가 있다. 사실 이 일화의 출처는 분명하지 않으며, 조지의 양육 방식의 당시의 평균적인 양육 방식과 조금 달랐다는 점을 내포할 뿐이다.

## 웨일스 공
요크 공작 내외로서 조지와 메리는 다양한 공적 의무를 맡았다. 1901년 1월 22일, 조지의 조모 빅토리아 여왕가 서거하자 조지의 아버지 에드워드 7세가 왕위에 올랐다. 에드워드 7세가 즉위함에 따라 조지는 콘월 공작과 로스시 공작의 칭호를 물려 받았고, 1901년의 대부분 동안 콘월과 요크 공작 전하(His Royal Highness The Duke of Cornwall and York)라 불렸다.

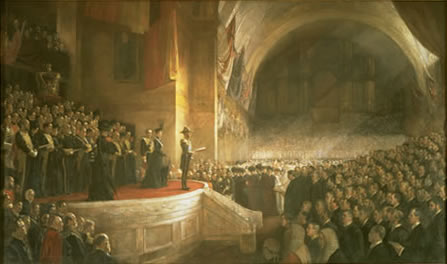
1901년 5월 9일 호주 의회의 개막식 모습

1901년 조지와 메리는 대영제국을 순회하며 남아프리카, 오스트레일리아, 뉴질랜드, 캐나다, 그리고 뉴펀들랜드를 방문하였다. 조지와 메리의 방문은 당시 식민지 장관 조지프 체임벌린이 기획하였고, 수상 살리스버리 경의 지지를 받았다. 순회 방문의 주된 목적은 제2차 보어 전쟁(1899-1902)에 참전한 점령지들과 식민지들에 대한 보상이었다. 남아프리카에서 조지는 격식을 갖추어 특수하게 디자인된 제2차 보어 전쟁 메달을 식민지군에게 전달했고, 조지와 메리는 정교한 장식들, 값비싼 선물들과 폭죽 등에 의해 환영 받았다. 또한, 조지와 메리는 시민 지도자들, 아프리카인 지도자들, 보어인 포로들을 만났다. 화려한 외부적인 모습에 반해, 모든 남아프리카 거주민들이 순회 방문을 환영한 것은 아니었다. 케이프타운에 거주하는 많은 백인들은 조지와 메리의 방문에 따른 축제와 그 비용을 탐탁치 않아했고, 전쟁이 대영제국의 신민으로서의 그들의 지위를 약화시키고, 보어인들과의 화해를 방해했기 때문이기도 하였다. 영어권 언론의 비평가들은 조지와 메리의 방문은 전쟁 직후의 경제적 곤궁에 처해있는 남아프리카 거주 영국인들의 부담을 더 가중시켰다고 비판하였다. 오스트레일리아에서 조지는 오스트레일리아 연방의 탄생과 함께 오스트레일리아 의회의 개회를 맡았다. 순회 방문은 뉴질랜드에게 그 비약적인 발전을 자랑할 기회가 되었다. 뉴질랜드는 당시 통신업과 가공업에서 영국식 기준을 모방하여 그 기술을 갱신하는 중이었다. 조지는 뉴질랜드인들의 용기, 군사적 덕목들, 충성심과 의무에 대한 책임감 등을 칭찬하여 관계를 돈독히 하였다. 뉴질랜드 방문의 본래 목적은 잠재적인 뉴질랜드 이주자들과 관광객들에게 뉴질랜드를 홍보하며, 증대되는 사회적 갈등을 피하는 것이었다. 조지와 메리의 뉴질랜드 방문은 영국 본토에 잘 알려져 있지 않은 뉴질랜드에 대한 관심을 불러 일으켰다. 영국으로 돌아온 후, 런던 시청에서의 조지의 연설 중 조지는 "우리의 해외 신자들에게 팽배해 있는 인상은, 해외 경쟁자들에 대항해 식민지 무역의 전통적인 우위를 지키고 싶다면 우리의 본국(영국)은 깨어나야 한다는 것이다"라고 경고하였다.
1901년 11월 9일, 조지는 웨일스 공과 체스터 백작의 칭호를 하사 받았다. 에드워드 7세는 조지를 미래의 왕위 계승을 대비하여 훈련시키고 싶어 했다. 빅토리아 여왕으로부터 국무에서 제외된 웨일스 공 시절의 조지의 아버지 에드워드 7세과 달리, 조지는 국가 문서에 대한 폭넓은 접근이 가능했다. 조지는 동시에 국무와 연설에 대한 메리의 조언과 도움을 중요시했기 때문에 메리에게도 문서에 대한 접근을 허락했다.
1905년 11월부터 1906년 3월까지 영국령 인도 제국을 방문하였다. 조지는 인도의 인종차별을 대단히 혐오하여 인도인들의 참정권 확대 운동을 벌였다. 인도 순회 직후, 조지와 메리는 스페인의 알폰소 13세와 바텐베르크의 빅토리아 에우헤니아의 결혼식 참석을 위한 스페인을 방문했다. 결혼식에서 신부와 신랑은 암살을 가까스로 피했다. 영국으로 돌아온 1주 뒤, 노르웨이의 호콘 7세와 조지의 여동생 메우드 왕비의 대관식에 참삭하기 위해 노르웨이로 떠났다.

## 재위 기간

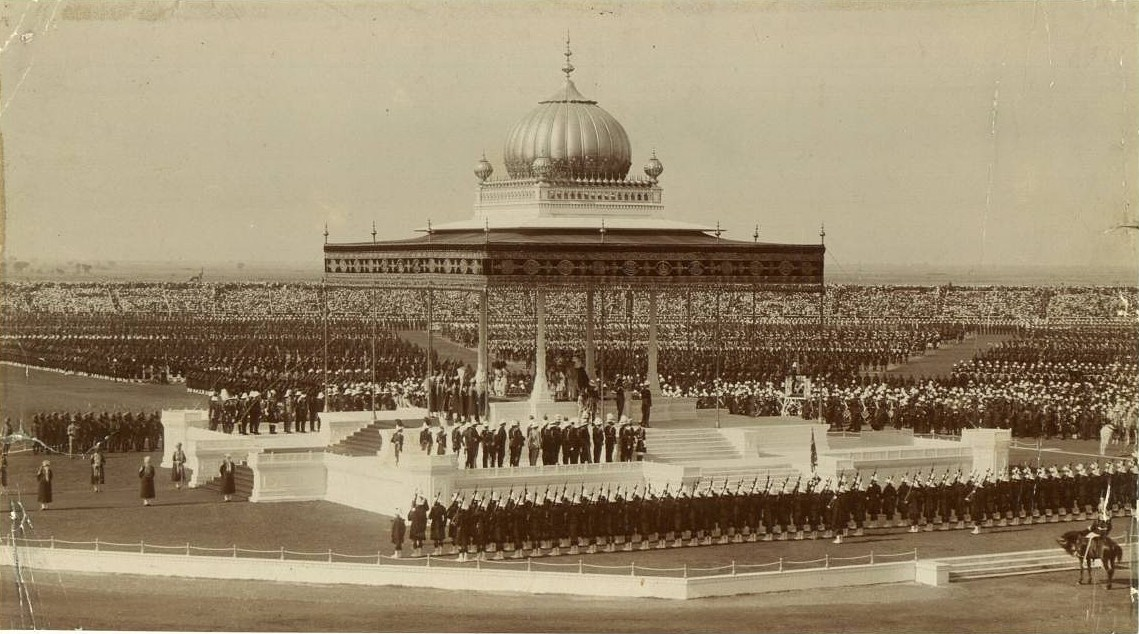
1911년의 델리 접견. 조지 5세와 테크의 메리가 연단 위에 앉아 있다

1910년 5월 6일, 에드워드 7세가 서거하였고, 조지는 왕위에 올랐다. 조지는 이날 일기에
"나는 나의 절친한 친구이자 최고의 아버지를 잃었다···
난 나의 아버지와 평생 불친절한 대화를 해본적이 없다.
나는 슬픔에 잠겼지만 신은 내가 나에게 내려진 책임을 완수할 수 있도록 도울 것이고,
사랑하는 메이(테크의 메리)는 항상 그래왔듯 나를 위로할 것이다.
신이 내가 부여 받은 무거운 의무에 힘과 인내를 보태기를." 
라고 고백하였다.

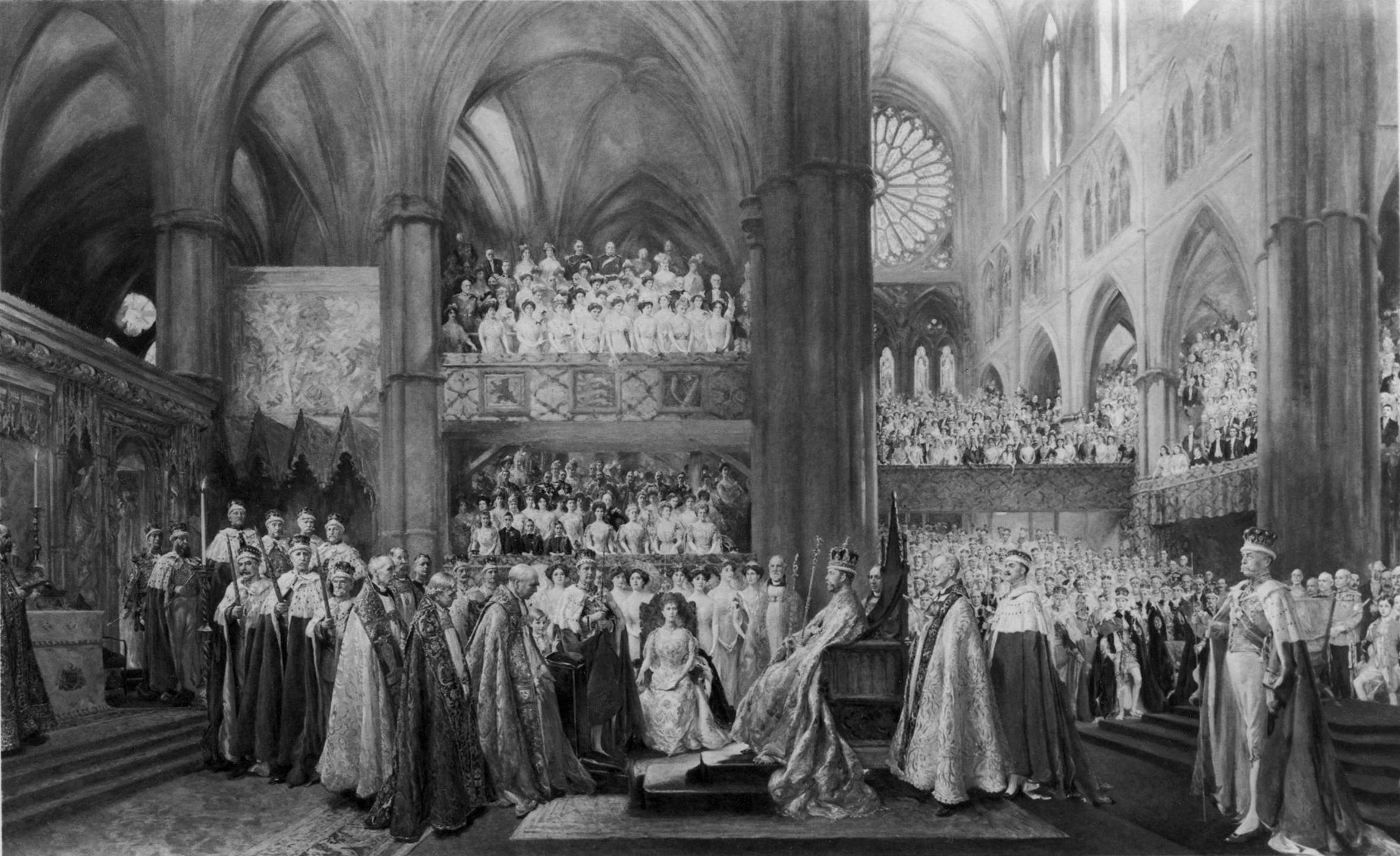
조지 5세의 웨스트민스터 사원에서의 대관식. 1911년 6월 22일, 존 헨리 프레데릭 베이컨, 1912

조지는 메리가 공문서에 "빅토리아 메리(Victoria Mary)"로 서명하는 것을 좋아하지 않아 빅토리아나 메리 중 하나의 이름을 생략하자고 주장했다. 조지와 메리 모두 메리가 "빅토리아 여왕(Queen Victoria)"이라 불리지 않아야 한다는 점에 대해 동의하여 메리는 "메리 여왕(Queen Mary)"라고 불리게 되었다.
1910년, 에드워드 마일리우스는 조지가 젊은 시절 몰타에서 비밀리에 결혼식을 올렸고, 메리와의 결혼은 중혼(重婚)이라는 허위 사실을 출판했다. 같은 소문은 1893년에 처음 출판되었으나 조지는 가볍게 웃어 넘긴 적이 있었던 터였다. 소문을 잠재우기 위해 에드워드 마일리우스는 체포되었으며, 재판을 거쳐 범죄적 비방 행위로 1년을 복역하였다.
조지는 자신이 의회의 개회식에서 발표하게 될 즉위 선언문의 반가톨릭 성향에 반대해 기존의 형태의 즉위 선언문으로는 개회를 하지 않겠다고 밝혔다. 그에 따라 "즉위 선언문 법안 1910년"은 즉위 선언문의 길이를 축약하였으며, 가톨릭에 대하여 적대적인 부분들은 삭제했다.
조지와 메리의 대관식은 1911년 6월 22일 웨스트민스터 사원에서 거행되었다. 조지의 대관식은 5월 12일부터 런던의 수정궁에서 열린 "제국의 축제(Festival of Empire)"에 의해 기념되었다. "제국의 축제"는 대영제국의 식민지와 점령지의 생산품을 전시하는 박람회 형식이었다. 7월에 조지와 메리는 아일랜드를 5일간 방문하여 따뜻한 환영을 받았다. 수천 명의 아일랜드인들은 왕과 왕비를 보기 위해 줄을 서 환호하였다. 같은 해에 조지와 메리는 대관식을 기념하는 델리의 접견(Delhi Durbar)에 참석하기 위해 영국령 인도 제국을 방문하였다. 조지는 델리의 접견을 직접 참석한 영국의 최초의 군주가 되었다. 델리의 접견에서 조지와 메리는 인도 제국의 황제와 황후로서 인도의 고위 관료들과 왕자들을 소개 받았다. 12월 15일 조지는 메리와 함께 뉴델리에 초석을 놓았다. 조지와 메리는 인도 아대륙을 순회하였고, 그 도중 조지는 네팔의 대규모 사냥에 참여해 호랑이 21마리, 코뿔소 8마리와 곰을 열흘에 걸쳐 사냥하였다. 조지는 능숙한 사격의 명수였다. 1913년 12월 18일, 번햄 경의 자택에서 그는 6시간 내에 1000마리가 넘는 꿩을 사냥했다. 조지마저도 "이번엔 도를 지나쳤다."라고 인정할 정도였다.

### 국내 정치
조지 5세의 재위기간에는 많은 사건들이 일어났다. 즉위 4년 후에 일어난 제1차 세계대전에서 조지 5세는 라디오 연설로 불안에 떨던 국민들을 안심시켰다. 더욱이 '군림하되 통치하지 않는다'는 입헌군주제의 원칙을 더욱 확고히 하였다.
1917년, 영국 국민들의 반독일 감정이 심해지자 작센코부르크고타 왕가를 윈저 왕가(Windsor)로 개명해 현재에 이르고 있다. 러시아 혁명으로 니콜라이 2세가 퇴위하자, 조지 5세는 이종사촌인 니콜라이 2세가 영국으로 망명하기를 원했으나 영국 국내의 반러감정으로 인해 망명이 무산되었다.
1929년, 세계 대공황이 일어나자 조지 5세는 세계 대공황을 해결하기 위해 대신들과 논의하였다.
- 독일식 군복을 입은 조지 5세와 러시아의 니콜라이 2세.
 이들은 서로 이종사촌임에도 쌍둥이처럼 외모가 닮아, 주변 친척들도 구분하기 어려워했다. (1913년 촬영)
- "A Good Riddance"("성가신 일 해결")
 영국왕가에서 독일식 흔적을 지우는
조지 5세를 풍자한 모습
 (1917년 6월 27일)

## 죽음
조지 5세는 생전에 폐질환과 늑막염으로 고생한 상태였는데, 1928년에는 패혈증이 악화되어 몸져누웠다. 여동생 빅토리아 공주가 1935년 자신의 저택에서 사망하자, 충격을 받은 조지 5세는 1936년 1월 20일, 샌드링험 하우스에서 숨을 거두었다. 그의 후임 국왕은 장남 웨일스 공 에드워드였으나, 약 10개월 후인 1936년 12월 11일 스스로 퇴위하고, 차남인 요크 공작 앨버트가 계승하였다.

## 조지 5세의 성격
조지 5세는 가정적으로 매우 엄격한 아버지였다. 그는 자녀들을 군대식으로 가르쳤으며, 무차별적인 체벌도 감행하였다. 특히 장남 에드워드와는 심각한 수준으로 대립하였다. 그리고 조지 5세는 아버지 에드워드 7세를 닮아 심각한 골초였다. 조지 5세의 취미는 우표 수집으로, 왕궁에는 우표 컬렉션이 있을 정도였다.
외모가 완벽하게 동일한 이종사촌 동생인 니콜라이 2세와는 성격만은 정반대였다.

## 가족관계
조지 5세는 테크의 메리와 결혼하여 5남 1녀를 두었다. 에드워드 7세의 자녀들 중에서 가장 많은 자녀를 두었다.

### 배우자
| 왕비 | 사진 | 이름                     | 출생            | 사망            | 기타                                                                   |
| ---- | ---- | ------------------------ | --------------- | --------------- | ---------------------------------------------------------------------- |
| 왕비 |      | 테크의 메리 Mary of Teck | 1867년 5월 26일 | 1953년 3월 24일 | - 테크 공작 프란츠와 공녀 메리 아델라이드의 장녀 - 1893년 7월 6일 혼인 |

### 자녀
| -    | 사진 | 이름                                                             | 출생             | 사망            | 기타 |
| ---- | ---- | ---------------------------------------------------------------- | ---------------- | --------------- | --- |
| 장남 |      | 에드워드 8세 King Edward VIII                                    | 1894년 6월 23일  | 1972년 5월 28일 | - 11개월만에 자진 퇴위 - 퇴위 후 월리스 심프슨과 결혼 - 자녀 없음 - 나치 부역자                                             |
| 차남 |      | 조지 6세 King George VI                                          | 1895년 12월 14일 | 1952년 2월 6일  | - 엘리자베스 보우스 라이언과 결혼 - 엘리자베스 2세의 아버지 - 영화 《킹스 스피치》의 주인공 - 슬하 2녀(장녀 엘리자베스 2세) |
| 장녀 |      | 프린세스 로열 메리 Mary, Princess Royal and Countess of Harewood | 1897년 4월 25일  | 1965년 3월 28일 | - 헤어우드 백작 헨리 래슬스와 결혼 - 1951년 리즈대학교 총장 역임 - 슬하 2남                                                 |
| 3남  |      | 글로스터 공작 헨리 Prince Henry, Duke of Gloucester              | 1900년 3월 31일  | 1974년 6월 10일 | - 글로스터 공작부인 앨리스와 결혼 - 샌드허스트 육군사관학교 출신 - 영국 육군, 공군원사 - 슬하 2남                           |
| 4남  |      | 켄트 공작 조지 Prince George, Duke of Kent                       | 1902년 12월 20일 | 1942년 8월 25일 | - 그리스와 덴마크의 공주 마리나와 결혼 - 비행기 추락사고로 사망 - 슬하 2남 1녀                                              |
| 5남  |      | 존 왕자 Prince John                                              | 1905년 7월 12일  | 1919년 1월 18일 | - 자폐증상과 간질 및 정신쇠약으로 요절                                                                                      |